# Байбуртли Яг'я Наджи Сулейманович
Яг'я Наджи Сулейманович Байбуртли (1876, Бахчисарай, Таврійська губернія — 25 серпня 1942, Архангельська область) — кримськотатарський письменник, лінгвіст, педагог. Автор підручника кримськотатарської мови. Репресований у 1937 році. Посмертно реабілітований у 1957 році.

## Життєпис
Народився в 1876 році у Бахчисараї в родині торговця. Батько володів бакалійною крамницею (помер у 1911 році). Мати померла в 1923 році. Сестри — Еміне і Сехар. Брат — Амет Мідат, розстріляний червоноармійцями в 1918 році за участь у курултаївському русі.
Закінчив медресе «Султаніє» у Стамбулі (1892—1897). Вивчав російську мову і літературу у комерційному училищі в Одесі. Закінчив Сімферопольську татарську вчительську школу. Був співробітником газети «Терджиман» (1898—1901), де працював коректором під керівництвом Ісмаїла Гаспринського. У 1901 році за пропозицією Гаспринського став учителем у новометодній школі в Алупці, яку очолював Асан Айвазов. У 1908 році став учителем земської школи в Бахчисараї.
Пізніше, до 1914 року працював учителем у селі Лімени Ялтинського повіту. Супроводжував сходознавця Олександра Самойловича в його поїздках по Криму, готував для нього зразки народної словесності. З 1914 по 1917 роки працював у Бахчисарайській земській школі. Серед його учнів були письменник Шаміль Алядін і лінгвіст Усеїн Куркчі.
У 1917 році обраний у Курултай від робітників і вчителів Сімферополя. Член парламентської комісії Курултаю з обліку збитків, нанесених більшовиками у 1918 році.
З 1921 по 1923 рік — голова правління кооперативу «Берекет». У 1927—1928 роках його позбавляють права займатися педагогічною діяльністю, однак потім повертають йому таке право. За радянських часів опублікував у журналі «Ілері» статтю «Минуле і сьогодення татарської молоді». Є автором перекладів на кримськотатарську мову низки творів світової літератури. Разом з І. Аккі та Шевкі Бекторе займався розробкою полегшеної версії арабського алфавіту для кримськотатарської мови. Брав участь у першому Всесоюзному учительському з'їзді в Москві (1925). Публікувався у журналах «Йилдиз», «Емель», «Kalgay» і «Янъы Чолпан» («Нова Венера»). Автор підручника кримськотатарської мови, п'єс «Жертва революції або татарська дівчина», «Бідна Айше», «Юсуфчик» і повісті «Старе медресе».
Працював у Бахчисарайському педагогічному технікумі. У 1935 році звільнився з роботи через навчання в Туреччині. Пізніше викладав рідну мову і математику на курсах по ліквідації неписьменності в Бахчисараї. У Бахчисараї проживав у будинку № 28 на вулиці Міліцейській.
У 1937 році Бекірова звинуватили за 58-й статтею за участь у націоналістичній групі Османа Акчокракли. 17 лютого його заарештовано, а 14 серпня 1938 року — засуджено трійкою НКВС до 10 років виправно-трудових таборів.
Помер 25 серпня 1942 року в Архангельській області. Рішенням військового трибуналу Одеського військового округу Особливої наради від 27 серпня 1957 року справа щодо Байбуртли була скасована та визнана необґрунтованою за відсутністю складу злочину.

## Родина
Дружина — Магі. Доньки — Хілял та Ніяр, син — Мансур.

## Праці
- Еліфба [Архівовано 9 червня 2020 у Wayback Machine.]. Сімферополь, 1913 рік.
- Буквар. Бахчисарай, 1913 (3-є вид.: Бахчисарай, 1916 рік).
- Новий метод навчання у татар // Яни Чолпан. 1923. № 2. с. 8-12.